# Pentekostalizm w Chile

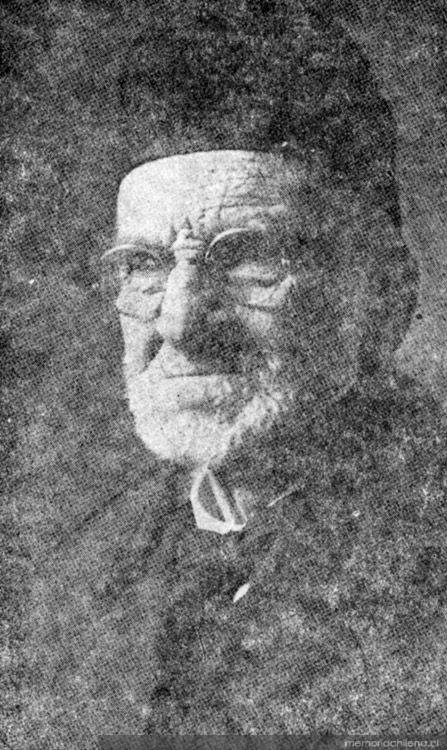
Willis C. Hoover, pionier ruchu zielonoświątkowego w Chile

Pentekostalizm w Chile – społeczność wyznawców Kościołów zielonoświątkowych w Chile, będąca drugą siłą religijną w kraju. Zielonoświątkowcy stanowią ponad 90% chilijskich protestantów i 13% społeczeństwa. Podobnie jak i w innych krajach pentekostalizm w Chile jest podzielony na szereg denominacji. Chilijscy zielonoświątkowcy tym się wyróżniają od swoich współwyznawców z innych krajów Ameryki Łacińskiej, że są bardziej ekumeniczni zarówno w stosunku do tradycyjnych Kościołów protestanckich, jak i w stosunku do Kościoła katolickiego. Chilijskich zielonoświątkowców cechuje pluralizm.
Inspiracją dla powstania chilijskiego pentekostalizmu nie był północnoamerykański pentekostalizm, lecz przebudzenie w Indiach w latach 1905-1907.

## Historia
Ruch zielonoświątkowy dotarł do Chile już w roku 1909 i tym samym Chile jest krajem Ameryki Łacińskiej, w którym pentekostalizm pojawił się najwcześniej. Następnymi krajami są: Argentyna i Brazylia (1910), Peru (1911), Nikaragua (1912), Meksyk (1914), Gwatemala i Portoryko (1916) .
Początki ruchu zielonoświątkowego w Chile związane są z osobą Willisa Collinsa Hoovera (1858–1936), amerykańskiego misjonarza metodystycznego, który w roku 1902 został pastorem w Metodystycznym Kościele Episkopalnym, w Valparaíso . W latach 1909–1910 zachęcał metodystów, by zabiegali o charyzmaty. W 1910 Hoover zrywa z założonym przez Amerykanów kościołem metodystycznym i zakłada Metodystyczny Kościół Zielonoświątkowy . Z przywództwa rezygnuje w roku 1933. Rezygnacja była związana ze sporem o przywództwo oraz z kwestią wprowadzenia popularnej muzyki i gitar do kościoła, przeciwko czemu Hoover oponował. Przywódcą został Manuel Umaña i funkcję tę sprawował aż do swej śmierci w 1964 roku. W roku 1936, po śmierci Hoovera, jego zwolennicy dokonują rozłamu i powstał Ewangelikalny Kościół Zielonoświątkowy.
W roku 1946 dochodzi w nim do kolejnego podziału i wyłania się Kościół Zielonoświątkowy w Chile. Z kolei w 1952 roku z Ewangelikalnego Kościoła Zielonoświątkowego wyłania się Zielonoświątkowy Kościół Misyjny. Owe dwa nowo powstałe kościoły zaczęły wykazywać wielką aktywność na polu socjalnym, nawiązały też współpracę z innymi protestanckimi kościołami, a w roku 1961 przystępują do Światowej Rady Kościołów . W wyniku rozłamów z Metodystycznego Kościoła Zielonoświątkowego wyłoniło się ponad 30 denominacji, stanowią one około 95% chilijskich protestantów.
W latach 40. następuje szybki rozwój pentekostalizmu w Dolinie Środkowochilijskiej, a także w dystryktach Valparaíso i Santiago . Christian Lalive D’Epinay zauważył, że zielonoświątkowcy byli atrakcyjni dla rolnika, który migrował do wielkiego miasta ze względu na zmianę tradycyjnego systemu socjalnego. Socjologowie zauważyli, że chilijski pentekostalizm odgrywa rolę podobną do metodyzmu podczas rewolucji przemysłowej w Anglii oraz Ameryce Północnej.
Pomimo licznych różnic teologicznych i obciążeń historycznych już w 1972 roku zainicjowany został dialog ekumeniczny z Kościołem katolickim. Chile jest pierwszym krajem Ameryki Łacińskiej, w którym nawiązano taki dialog. Celem dialogu jest znalezienie wspólnej płaszczyzny z katolikami. Jednym z punktów zapalnych są mieszane małżeństwa . Chilijski pentekostalizm ma charakter odmienny od argentyńskiego i brazylijskiego. Socjologowie oceniają, że rozwój chilijskiego pentekostalizmu został przyhamowany na początku XXI wieku.
Zielonoświątkowcy chilijscy odnieśli znaczące sukcesy w ewangelizowaniu Indian (Mapucze na południu i Ajmara na północy). Zarówno Metodystyczny Kościół Zielonoświątkowy jak i Ewangelikalny Kościół Zielonoświątkowy prowadziły działalność misyjną w Argentynie i Boliwii.

## Kwestie społeczne i polityka
D'Epinay wskazał, że istnieje silne napięcie pomiędzy polityczną mobilizacją a przesłaniem pentekostalizmu, które zaleca obojętność względem spraw tego świata. Odrzucenie świata, ekstremalnie dualistyczna teologia oraz sposób organizowania kościołów, powoduje że zielonoświątkowcy są materiałem trudnym do politycznej ideologizacji. Niemniej D'Epinay zaobserwował pewne tendencje, które mogą wpłynąć na polityczne zaangażowanie zielonoświątkowców w przyszłości.
W latach 60. niektórzy zielonoświątkowcy byli działaczami w związkach zawodowych i stowarzyszeniach założonych przez Chrześcijańsko-Demokratyczną Partię. Zasadniczo jednak zielonoświątkowcy mieli predylekcję do wspierania partii z lewicowym odchyleniem, ponieważ Chrześcijańsko-Demokratyczna Partia była silnie związana z kościołem katolickim. Zauważono, że podczas rządów Salvadora Allende w latach 1970–1973, udział protestantów w Santiago wzrósł z 5,5% do 8%. Podczas rządów Allende był duży rozdźwięk pomiędzy stanowiskiem przywódców zielonoświątkowych, którzy byli zorientowani na prawo, a stanowiskiem zwykłych wiernych, którzy mieli sympatie lewicowe .
Początkowo zielonoświątkowcy byli mniej konserwatywni niż nie-zielonoświątkowcy z tych samych klas społecznych. To się zmieniło w czasach rządów wojskowej junty.
1975 roku dyktator Pinochet był na otwarciu Jotabeche Catedral w Santiago. Jest to największy zbór Metodystycznego Kościoła Zielonoświątkowego, liczy około 80 tysięcy wiernych. Kilka miesięcy wcześniej pastor Vásquez ogłosił w ogólnokrajowym dzienniku poparcie dla dyktatora. Vásquez był zwierzchnikiem Metodystycznego Kościoła Zielonoświątkowego w latach 1982-2003. Również i inni liderzy tego kościoła wyrażali swe poparcie dla reżimu. Z drugiej strony Kościół Zielonoświątkowy w Chile był wielokrotnie represjonowany przez reżim Pinocheta. Młodzi działacze zielonoświątkowi byli torturowani, a niektórzy z nich ponieśli śmierć. Również Zielonoświątkowy Kościół Misyjny nie udzielał poparcia Pinochetowi. Opór stawiali przede wszystkim ci zielonoświątkowcy, którzy współpracowali ze Światową Radą Kościołów. Wspieranie Pinocheta przez jednych zielonoświątkowców, a zwalczanie przez innych wpłynął na powszechny odbiór pentekostalizmu jako niejednolitego ruchu.
W 1990 pastor Salvador Pino Bustos, kandydat zielonoświątkowców na prezydenta, przegrał w prawyborach. Klęska wyborcza zniechęciła do aktywnego uprawiania polityki. Według oceny socjologa Miguela Ángela Mansilly, chilijscy zielonoświątkowcy, w przeciwieństwie do brazylijskich, peruwiańskich i ekwadorskich nie uprawiają politycznej partyzantki.
Od roku 2006 rząd wprowadził nauczanie protestanckiej religii w publicznych szkołach.

## Statystyki i demografia
Do roku 1960 pentekostalizm rozwijał się głównie w slumsach wielkich miast oraz wśród ubogiej ludności wiejskiej. Rozwijał się na wsi w południowej części Chile. D'Epinay (1970) był zdania, że rozwój pentekostalizmu był formą społecznego protestu, w swoim rodzaju protest był alternatywą wobec partii socjalistycznych i komunistycznych, które cieszyły się powodzeniem wśród klasy robotniczej. W latach 1960–1970 rozwój pentekostalizmu został spowolniony, co D'Epinay (1983) zinterpretował jako rezultat mobilizacji politycznej i społecznej, tj. alternatywnej drogi. Jednak w latach 70. nastąpił ponowny wzrost pentekostalizmu, a to oznacza, że wyjaśnienie D'Epinaya wymaga ponownego przemyślenia.
Zielonoświątkowców zaczęto uwzględniać w spisach od roku 1930. W roku 2000 katolicy stanowili 70% populacji, w roku 2010 już 64%; protestanci w roku 2000 stanowili 15,1%, a w roku 2010 – 20,0%. Dane za rok 2010 są szacunkowe .
W 1907 protestanci stanowili 1,1% populacji, w 1920 – 1,44%, w 1930 – 1,45%, w 1940 – 2,34%, w 1952 – 4,06%, w 1960 – 5,58%, w 1970 – 6,18%, a w 1992 – 12,40%. W roku 1971 zielonoświątkowcy stanowili 80% protestantów, w 1991 – 90%, a w 2010 około 95%.
W roku 1992 zielonoświątkowcy byli najbardziej rozpowszechnieni na wsi oraz w stolicy Chile, Santiago. W regionie Bio-Bio oraz Araukanii zielonoświątkowcy stanowili 24% oraz 20,59% protestantów.

## Denominacje
Wiodącymi zielonoświątkowymi denominacjami są:
- Iglesia Evangélica Pentecostal de Chile – założony w 1932, działa w 17 krajach, m.in. USA; w 2010 liczył 435 664 wiernych skupionych w 2563 zborach[20] .
- Metodystyczny Kościół Zielonoświątkowy (Iglesia Metodista Pentecostal) – założony w 1910, działa w 4 krajach, w 2010 liczył 423 810 wiernych skupionych w 2649 zborach[20] .
- Iglesia Evangélica Metodista Pentecostal – w 2010 liczył 137 762 wiernych skupionych w 1722 zborach[18] .
- Kościół Zielonoświątkowy w Chile (Iglesia Pentecostal de Chile) – założony w 1945, w 2010 liczył 137 762 wiernych skupionych w 459 zborach[20] .
- Iglesia Metodista Pentecostal Cristiana – w 2010 liczył 84 615 wiernych skupionych w 423 zborach[20] .
- Iglesia del Señor – założony w 1911, w 2010 liczył 43 300 wiernych skupionych w 72 zborach[20] .
- Iglesia Pentecostal Evangélica de Dios – w 2010 liczył 34 755 wiernych skupionych w 139 zborach[20] .
- Iglesia Pentecostal de Nacimiento Nuevo – w 2010 liczył 29 000 wiernych skupionych w 362 zborach[20] .
- Iglesia Misión Apostólica – w 2010 liczył 28 500 wiernych skupionych w 190 zborach[20] .
- Apostolski Kościół Zielonoświątkowy (Iglesia Apostólica Pentecostal) – w 2010 liczył 24 300 wiernych skupionych w 40 zborach[20] .
- Kościół Boży (Iglesia de Dios) – w 2010 liczył 21 400 wiernych skupionych w 293 zborach[20] .
- Zielonoświątkowy Kościół Apostolski (Iglesia Pentecostal Apostólica) – założony w 1938, w 2010 liczył 20 800 wiernych skupionych w 260 zborach[20] .
- Asamblea de Dios Autónoma – w 2010 liczył 20 400 wiernych skupionych w 102 zborach[20] .
- Iglesia Misión Evangelical Pentecostal – w 2010 liczył 19 200 wiernych skupionych w 192 zborach[20] .
- Iglesia Pentecostal Templo Union – w 2010 liczył 18 700 wiernych skupionych w 234 zborach[20] .
- Union de Iglesias Apostólicas – w 2010 liczył 18 200 wiernych skupionych w 228 zborach[20] .
- Iglesia Misión Pentecostal Cristiana – w 2010 liczył 18 182 wiernych skupionych w 152 zborach[20] .
- Zjednoczony Ewangelikalny Kościół Zielonoświątkowy (Iglesia Unión Pentecostal Evangélica) – założony w 1949, w 2010 liczył 14 336 wiernych skupionych w 179 zborach[20] .
- Zielonoświątkowy Kościół Misyjny (Iglesia Misión Pentecostal) – założony w 1952, w 2010 liczył 13 427 wiernych skupionych w 61 zborach[20] .
- Iglesia Pentecostal de la Trinidad – w 2010 liczył 11 700 wiernych skupionych w 146 zborach[20] .
- Iglesia de Dios Pentecostal – w 2010 liczył 11 000 wiernych skupionych w 29 zborach[20] .
- Iglesia Pentecostal de Fe Apostólica – w 2010 liczył 10 629 wiernych skupionych w 106 zborach[20] .
- Asambleas de Dios en Chile – w 2010 liczył 10 100 wiernych skupionych w 286 zborach[20] .
- Weslejański Kościół Narodowy (Iglesia Wesleyana Nacional) – założony w 1928
- Zjednoczony Metodystyczny Kościół Zielonoświątkowy (Iglesia Unida Metodista Pentecostal) – założony w 1964, działa w 7 krajach
- Zielonoświątkowy Kościół Reformowany (Iglesia Pentecostal Reformada)